# Le Mesnil-au-Val
Le Mesnil-au-Val är en kommun i departementet Manche i regionen Normandie i norra Frankrike. Kommunen ligger i kantonen Tourlaville som tillhör arrondissementet Cherbourg. År 2022 hade Le Mesnil-au-Val 727 invånare.

## Befolkningsutveckling
Antalet invånare i kommunen Le Mesnil-au-Val
| Referens: INSEE |